# Segunda ronda de la Clasificación de Concacaf para la Copa Mundial de Fútbol de 2002
La Segunda ronda de la Clasificación de Concacaf para la Copa Mundial de Fútbol de 2002 fue la etapa que determinó a los clasificados a la tercera ronda (Hexagonal final) del torneo clasificatorio de Norteamérica, Centroamérica y el Caribe. Se llevó a cabo del 16 de julio de 2000 al 6 de enero de 2001. Costa Rica, Honduras, Jamaica, México y Trinidad y Tobago clasificaron a la fase final.

## Resultados

### Grupo A
| Equipo            | Pts. | PJ | PG | PE | PP | GF | GC | Dif |
| ----------------- | ---- | -- | -- | -- | -- | -- | -- | --- |
| Trinidad y Tobago | 15   | 6  | 5  | 0  | 1  | 14 | 7  | 13  |
| México            | 13   | 6  | 4  | 1  | 1  | 17 | 2  | 15  |
| Canadá            | 5    | 6  | 1  | 2  | 3  | 1  | 8  | -7  |
| Panamá            | 1    | 6  | 0  | 1  | 5  | 1  | 16 | -15 |

| L\V                          | Bandera de Trinidad y Tobago | Bandera de México | Bandera de Canadá | Bandera de Panamá |
| Bandera de Trinidad y Tobago |                              | 1:0               | 4:0               | 6:0               |
| Bandera de México            | 7:0                          |                   | 2:0               | 7:1               |
| Bandera de Canadá            | 0:2                          | 0:0               |                   | 1:0               |
| Bandera de Panamá            | 0:1                          | 0:1               | 0:0               |                   |

|  | Clasificado a la tercera ronda. |

| 16 de julio de 2000, 15:00 | Panamá | 0:1 (0:0) | México      | Estadio Rommel Fernández, Panamá                       |                                                        |
|                            |        | Reporte   | Ramírez 86' | Asistencia: 21 000 espectadores Árbitro(s): Brian Hall | Asistencia: 21 000 espectadores Árbitro(s): Brian Hall |

| 16 de julio de 2000, 18:00 | Canadá | 0:2 (0:1) | Trinidad y Tobago   | Commonwealth Stadium, Edmonton                              |                                                             |
|                            |        | Reporte   | Eve 42' · Yorke 73' | Asistencia: 25 280 espectadores Árbitro(s): Rodolfo Sibrian | Asistencia: 25 280 espectadores Árbitro(s): Rodolfo Sibrian |

| 23 de julio de 2000 | Panamá | 0:0     | Canadá | Estadio Rommel Fernández, Panamá                           |                                                            |
|                     |        | Reporte |        | Asistencia: 19 500 espectadores Árbitro(s): Samuel Richard | Asistencia: 19 500 espectadores Árbitro(s): Samuel Richard |

| 23 de julio de 2000, 16:00 | Trinidad y Tobago | 1:0 (0:0) | México | Hasely Crawford, Puerto España                          |                                                         |
|                            | Latapy 86'        | Reporte   |        | Asistencia: 20 000 espectadores Árbitro(s): Kevin Stott | Asistencia: 20 000 espectadores Árbitro(s): Kevin Stott |

| 15 de agosto de 2000 | México                           | 2:0 (1:0) | Canadá | Estadio Azteca, Ciudad de México                           |                                                            |
|                      | Abundis 48' · Fenwick 81' (a.g.) | Reporte   |        | Asistencia: 60 000 espectadores Árbitro(s): William Mattus | Asistencia: 60 000 espectadores Árbitro(s): William Mattus |

| 16 de agosto de 2000 | Trinidad y Tobago                                                              | 6:0 (3:0) | Panamá | Queen's Park Oval, Puerto España                              |                                                               |
|                      | Rougier 2' · Jo. Dely Valdés 26' (a.g.) · Yorke 36' 61' · Eve 59' · Pierre 77' | Reporte   |        | Asistencia: 30 000 espectadores Árbitro(s): Peter Prendergast | Asistencia: 30 000 espectadores Árbitro(s): Peter Prendergast |

| 3 de septiembre de 2000 | México                                                                                        | 7:1 (3:0) | Panamá              | Estadio Azteca, Ciudad de México                         |                                                          |
|                         | Ruiz 8' (pen.) · Abundis 36' · Zepeda 44' · Blanco 47' 90' (pen.) · Márquez 54' · Ramírez 75' | Reporte   | Jo. Dely Valdés 54' | Asistencia: 70 000 espectadores Árbitro(s): Nelson Cálix | Asistencia: 70 000 espectadores Árbitro(s): Nelson Cálix |

| 3 de septiembre de 2000 | Trinidad y Tobago                                 | 4:0 (2:0) | Canadá | Queen's Park Oval, Puerto España                        |                                                         |
|                         | Latapy 28' · Carrington 30' · Mason 54' · Eve 90' | Reporte   |        | Asistencia: 26 000 espectadores Árbitro(s): Olger Mejía | Asistencia: 26 000 espectadores Árbitro(s): Olger Mejía |

| 8 de octubre de 2000 | México                                                                      | 7:0 (4:0) | Trinidad y Tobago | Estadio Azteca, Ciudad de México                          |                                                           |
|                      | Blanco 20' 28' (pen.) · Borgetti 26' 30' 71' · Davino 66' · Ruiz 75' (pen.) | Reporte   |                   | Asistencia: 50 000 espectadores Árbitro(s): Carlos Batres | Asistencia: 50 000 espectadores Árbitro(s): Carlos Batres |

| 8 de octubre de 2000 | Canadá      | 1:0 (0:0) | Panamá | Soccer Complex, Winnipeg                              |                                                       |
|                      | Brennan 82' | Reporte   |        | Asistencia: 3000 espectadores Árbitro(s): Nery Alfaro | Asistencia: 3000 espectadores Árbitro(s): Nery Alfaro |

| 15 de noviembre de 2000 | Panamá | 0:1 (0:1) | Trinidad y Tobago | Estadio Rommel Fernández, Panamá                          |                                                           |
|                         |        | Reporte   | Pierre 15' (pen.) | Asistencia: 6000 espectadores Árbitro(s): Rodolfo Sibrian | Asistencia: 6000 espectadores Árbitro(s): Rodolfo Sibrian |

| 15 de noviembre de 2000 | Canadá | 0:0     | México | Varsity Stadium, Toronto                                 |                                                          |
|                         |        | Reporte |        | Asistencia: 6564 espectadores Árbitro(s): Samuel Richard | Asistencia: 6564 espectadores Árbitro(s): Samuel Richard |

### Grupo B
| Selección                    | Pts. | PJ | PG | PE | PP | GF | GC | Dif |
| ---------------------------- | ---- | -- | -- | -- | -- | -- | -- | --- |
| Honduras                     | 15   | 6  | 5  | 0  | 1  | 25 | 5  | 20  |
| Jamaica                      | 12   | 6  | 4  | 0  | 2  | 7  | 4  | 3   |
| El Salvador                  | 9    | 6  | 3  | 0  | 3  | 13 | 13 | 0   |
| San Vicente y las Granadinas | 0    | 6  | 0  | 0  | 6  | 2  | 25 | -23 |

| L\V                                     | Bandera de Honduras | Bandera de Jamaica | Bandera de El Salvador | Bandera de San Vicente y las Granadinas |
| Bandera de Honduras                     |                     | 1:0                | 5:0                    | 6:0                                     |
| Bandera de Jamaica                      | 3:1                 |                    | 1:0                    | 2:0                                     |
| Bandera de El Salvador                  | 2:5                 | 2:0                |                        | 7:1                                     |
| Bandera de San Vicente y las Granadinas | 0:7                 | 1:2                | 0:1                    |                                         |

|  | Clasificado a la tercera ronda. |

| 16 de julio de 2000 | El Salvador                | 2:5 (1:3) | Honduras                                                | Estadio Cuscatlán, San Salvador                           |                                                           |
|                     | Montes 8' · Cienfuegos 89' | Reporte   | Caballero 12' · Turcios 37' · Pavón 42' 62' · Suazo 88' | Asistencia: 36 000 espectadores Árbitro(s): Carlos Batres | Asistencia: 36 000 espectadores Árbitro(s): Carlos Batres |

| 16 de julio de 2000 | San Vicente y las Granadinas | 0:1 (0:1) | Jamaica  | Arnos Vale Stadium, Kingstown                        |                                                      |
|                     |                              | Reporte   | Lowe 23' | Asistencia: 5000 espectadores Árbitro(s): Noel Bynoe | Asistencia: 5000 espectadores Árbitro(s): Noel Bynoe |

| 23 de julio de 2000 | El Salvador                                                      | 7:1 (2:1) | San Vicente y las Granadinas | Estadio Cuscatlán, San Salvador                               |                                                               |
|                     | Montes 19' · Castro 34' · Rivera 49' 60' · Díaz Arce 63' 83' 85' | Reporte   | Ballantyne 9'                | Asistencia: 25 000 espectadores Árbitro(s): Felipe Ramos Rizo | Asistencia: 25 000 espectadores Árbitro(s): Felipe Ramos Rizo |

| 23 de julio de 2000 | Jamaica                              | 3:1 (1:1) | Honduras   | Independence Park, Kingston                                 |                                                             |
|                     | Whitmore 27' · Lowe 69' · Burton 77' | Reporte   | Ramírez 2' | Asistencia: 23 000 espectadores Árbitro(s): Timothy Weyland | Asistencia: 23 000 espectadores Árbitro(s): Timothy Weyland |

| 16 de agosto de 2000 | Jamaica  | 1:0 (1:0) | El Salvador | Independence Park, Kingston                              |                                                          |
|                      | Lowe 69' | Reporte   |             | Asistencia: 20 000 espectadores Árbitro(s): Edgar Rangel | Asistencia: 20 000 espectadores Árbitro(s): Edgar Rangel |

| 16 de agosto de 2000 | Honduras                                                    | 6:0 (3:0) | San Vicente y las Granadinas | Estadio Nacional, Tegucigalpa                                    |                                                                  |
|                      | Pavón 5' 86' · Ramírez 19' 59' · Guevara 27' · Bengoché 88' | Reporte   |                              | Asistencia: 30 000 espectadores Árbitro(s): José Farías Martínez | Asistencia: 30 000 espectadores Árbitro(s): José Farías Martínez |

| 2 de septiembre de 2000 | Honduras                                      | 5:0 (2:0) | El Salvador | Estadio Olímpico, San Pedro Sula                         |                                                          |
|                         | Pavón 20' 43' 58' · Suazo 47' · Caballero 89' | Reporte   |             | Asistencia: 42 000 espectadores Árbitro(s): Fredy Burgos | Asistencia: 42 000 espectadores Árbitro(s): Fredy Burgos |

| 3 de septiembre de 2000 | Jamaica                 | 2:0 (1:0) | San Vicente y las Granadinas | Independence Park, Kingston                                |                                                            |
|                         | Williams 45' · Lowe 50' | Reporte   |                              | Asistencia: 30 000 espectadores Árbitro(s): Ramesh Ramdhan | Asistencia: 30 000 espectadores Árbitro(s): Ramesh Ramdhan |

| 8 de octubre de 2000 | Honduras    | 1:0 (0:0) | Jamaica | Estadio Nacional, Tegucigalpa                                  |                                                                |
|                      | Turcios 90' | Reporte   |         | Asistencia: 35 000 espectadores Árbitro(s): Ricardo Valenzuela | Asistencia: 35 000 espectadores Árbitro(s): Ricardo Valenzuela |

| 8 de octubre de 2000 | San Vicente y las Granadinas | 1:2 (0:1) | El Salvador                 | Arnos Vale Stadium, Kingstown                           |                                                         |
|                      | James 79'                    | Reporte   | Sagastizaga 3' · Cubías 89' | Asistencia: 1500 espectadores Árbitro(s): Urvin Faneyte | Asistencia: 1500 espectadores Árbitro(s): Urvin Faneyte |

| 14 de noviembre de 2000 | San Vicente y las Granadinas | 0:7 (0:2) | Honduras                                                                                               | Arnos Vale Stadium, Kingstown                       |                                                     |
|                         |                              | Reporte   | Ramírez 26' 31' · Velásquez 46' · C. Santamaría 52' · L. Santamaría 77' · Caballero 85' · Bengoché 89' | Asistencia: 1000 espectadores Árbitro(s): Noel Egan | Asistencia: 1000 espectadores Árbitro(s): Noel Egan |

| 15 de noviembre de 2000 | El Salvador                           | 2:0 (2:0) | Jamaica | Estadio Cuscatlán, San Salvador                      |                                                      |
|                         | Padilla 17' · J. Rodríguez 24' (pen.) | Reporte   |         | Asistencia: 3000 espectadores Árbitro(s): Ali Saheli | Asistencia: 3000 espectadores Árbitro(s): Ali Saheli |

### Grupo C
| Equipo         | Pts. | PJ | PG | PE | PP | GF | GC | Dif |
| -------------- | ---- | -- | -- | -- | -- | -- | -- | --- |
| Estados Unidos | 11   | 6  | 3  | 2  | 1  | 14 | 3  | 11  |
| Costa Rica     | 10   | 6  | 3  | 1  | 2  | 9  | 6  | 3   |
| Guatemala      | 10   | 6  | 3  | 1  | 2  | 9  | 6  | 3   |
| Barbados       | 3    | 6  | 1  | 0  | 5  | 3  | 20 | -17 |

| L\V                       | Bandera de Estados Unidos | Bandera de Costa Rica | Bandera de Guatemala | Bandera de Barbados |
| Bandera de Estados Unidos |                           | 0:0                   | 1:0                  | 7:0                 |
| Bandera de Costa Rica     | 2:1                       |                       | 2:1                  | 3:0                 |
| Bandera de Guatemala      | 1:1                       | 2:1                   |                      | 2:0                 |
| Bandera de Barbados       | 0:4                       | 2:1                   | 1:3                  |                     |

|  | Clasificado a la tercera ronda.                                 |
|  | Clasificado al repechaje para determinar el último clasificado. |

| 16 de julio de 2000 | Guatemala   | 1:1 (0:1) | Estados Unidos | Estadio Carlos Salazar Hijo, Mazatenango                      |                                                               |
|                     | C. Ruiz 88' | Reporte   | Razov 45'      | Asistencia: 10 000 espectadores Árbitro(s): Armando Archundia | Asistencia: 10 000 espectadores Árbitro(s): Armando Archundia |

| 16 de julio de 2000 | Barbados              | 2:1 (0:0) | Costa Rica   | National Stadium, Bridgetown                               |                                                            |
|                     | Riley 49' · Forde 89' | Reporte   | Madrigal 48' | Asistencia: 7000 espectadores Árbitro(s): Mauricio Navarro | Asistencia: 7000 espectadores Árbitro(s): Mauricio Navarro |

| 22 de julio de 2000 | Guatemala                  | 2:0 (1:0) | Barbados | Estadio Mario Camposeco, Quetzaltenango                 |                                                         |
|                     | C. Ruiz 2' · F. García 83' | Reporte   |          | Asistencia: 4000 espectadores Árbitro(s): Mike Seiffert | Asistencia: 4000 espectadores Árbitro(s): Mike Seiffert |

| 23 de julio de 2000 | Costa Rica                       | 2:1 (1:0) | Estados Unidos | Estadio Ricardo Saprissa, Tibás                               |                                                               |
|                     | Fonseca 10' · Medford 90' (pen.) | Reporte   | Stewart 66'    | Asistencia: 20 000 espectadores Árbitro(s): Peter Prendergast | Asistencia: 20 000 espectadores Árbitro(s): Peter Prendergast |

| 15 de agosto de 2000 | Costa Rica       | 2:1 (1:0) | Guatemala      | Estadio Alejandro Morera, Alajuela                           |                                                              |
|                      | Wanchope 33' 48' | Reporte   | Pezzarossi 68' | Asistencia: 18 000 espectadores Árbitro(s): Argelio Sabillon | Asistencia: 18 000 espectadores Árbitro(s): Argelio Sabillon |

| 16 de agosto de 2000 | Estados Unidos                                                                 | 7:0 (3:0) | Barbados | Foxboro Stadium, Foxborough                             |                                                         |
|                      | Pope 14' · McBride 28' · Moore 45' 82' · O'Brien 46' · Ramos 72' · Stewart 74' | Reporte   |          | Asistencia: 18 334 espectadores Árbitro(s): José Pineda | Asistencia: 18 334 espectadores Árbitro(s): José Pineda |

| 3 de septiembre de 2000 | Costa Rica                           | 3:0 (2:0) | Barbados | Estadio Ricardo Saprissa, Tibás                            |                                                            |
|                         | Soto 36' · Fonseca 41' · Medford 54' | Reporte   |          | Asistencia: 17 000 espectadores Árbitro(s): Eduardo Brizio | Asistencia: 17 000 espectadores Árbitro(s): Eduardo Brizio |

| 3 de septiembre de 2000 | Estados Unidos | 1:0 (0:0) | Guatemala | RFK Memorial Stadium, Washington D. C.                   |                                                          |
|                         | McBride 72'    | Reporte   |           | Asistencia: 51 996 espectadores Árbitro(s): Edgar Rangel | Asistencia: 51 996 espectadores Árbitro(s): Edgar Rangel |

| 8 de octubre de 2000 | Barbados  | 1:3 (1:2) | Guatemala                                | National Stadium, Bridgetown                                |                                                             |
|                      | Riley 24' | Reporte   | F. García 3' · C. Ruiz 10' · Acevedo 84' | Asistencia: 3800 espectadores Árbitro(s): Felipe Ramos Rizo | Asistencia: 3800 espectadores Árbitro(s): Felipe Ramos Rizo |

| 11 de octubre de 2000 | Estados Unidos | 0:0     | Costa Rica | Columbus Crew Stadium, Columbus                            |                                                            |
|                       |                | Reporte |            | Asistencia: 24 430 espectadores Árbitro(s): Ramesh Ramdhan | Asistencia: 24 430 espectadores Árbitro(s): Ramesh Ramdhan |

| 15 de noviembre de 2000 | Guatemala       | 2:1 (0:0) | Costa Rica  | Estadio Carlos Salazar Hijo, Mazatenango                      |                                                               |
|                         | C. Ruiz 53' 87' | Reporte   | Fonseca 71' | Asistencia: 12 000 espectadores Árbitro(s): Felipe Ramos Rizo | Asistencia: 12 000 espectadores Árbitro(s): Felipe Ramos Rizo |

| 15 de noviembre de 2000 | Barbados | 0:4 (0:0) | Estados Unidos                                   | National Stadium, Bridgetown                             |                                                          |
|                         |          | Reporte   | Mathis 63' · Stewart 73' · Jones 77' · Razov 90' | Asistencia: 4000 espectadores Árbitro(s): Ramesh Ramdhan | Asistencia: 4000 espectadores Árbitro(s): Ramesh Ramdhan |

#### Partido de desempate
| 6 de enero de 2001                     | Costa Rica                                           | 5:2 (2:1) | Guatemala             | Orange Bowl, Miami                                          |                                                             |
|                                        | Wanchope 7' · Fonseca 43' 59' · Parks 58' · Soto 73' | Reporte   | C. Ruiz 4' 89' (pen.) | Asistencia: 41 000 espectadores Árbitro(s): Rodolfo Sibrian | Asistencia: 41 000 espectadores Árbitro(s): Rodolfo Sibrian |
| Costa Rica avanza a la siguiente fase. |                                                      |           |                       |                                                             |                                                             |